# 日本海側に存在する活断層一覧
日本海側に存在する活断層一覧（にほんかいがわにそんざいするかつだんそういちらん）は、日本の日本海側に存在する活断層の名称を区域ごとにまとめたものである。
なお、名称は国土交通省が2014年に作成した報告書を使用しているため、別称が存在する可能性がある。

## 北海道日本海沿岸北部・南部
- E32断層F01
- E31断層F02
- E30断層F05
- E29断層F04
- E28断層F03
- E27断層F07
- E26断層F08
- E25断層F06
- E24断層F09
- E23断層F11
- E22断層F10
- E21断層F12
- E20断層F13
- E19断層F16
- 北海道南西沖相当モデルF14
- 北海道南西沖相当モデルF15
- E18断層F17（青森県日本海沿岸をまたぐ）
- E17断層F18（青森県日本海沿岸をまたぐ）

## 青森県日本海沿岸〜新潟県下越沖
- E16断層F19
- E15断層は2種に分かれているため、西側をE15W、東側をE15Eとする。
  - E15W断層F22
  - E15E断層F21
- E14断層F24
- E13断層F23
- E12断層F25
- E11断層F29
- E10断層F26
- E09断層F31
- E08断層F28
- E07断層F27
- E06断層F33
- E05断層F32
- E04断層F37
- E03断層F36
- E02断層F35
- E01断層F34

## 新潟県中越沖〜若狭湾
- W01断層F38
- W02断層F40
- W03断層F41
- W04断層F42
- W05断層F39
- W06断層F44
- W07断層F43
- W08断層F45
- W09断層F46
- W10断層F47
- W11断層F48
- W12断層F49
- W13断層F50
- W14断層F51
- W15断層F52

## 若狭湾〜福岡県日本海沿岸
- W16断層F53
- W17断層F54
- W18断層F55
- W19断層F57
- W20断層F58
- W21断層F59
- W22断層F60